# 아나키스트 요리책
《아니키스트 요리책》(영어: The Anarchist Cookbook)은 1971년 미국에서 처음 출판된 책으로, 폭발물 제조법, 기초적인 통신 프리킹 장치, 관련 무기 제조법, 그리고 LSD를 포함한 불법 약물의 가정 제조법에 관한 지침을 담고 있다. 이 책은 베트남 전쟁에 대한 미국의 개입에 항의하기 위해 반문화 시대의 절정기에 윌리엄 파월이 저술하였다. 파월은 1976년 성공회로 개종하였고, 이후 이 책의 유통을 중단시키려 시도하였다. 그러나 저작권은 출판사에 있었으며, 1991년 회사가 인수될 때까지 유통이 계속되었다. 여러 사법권에서 이 책의 합법성에 의문이 제기되었다.

## 역사

### 창작
《아나키스트 요리책》은 윌리엄 파월이 10대 시절에 작성하였으며 1971년 반문화 시대의 절정기에 베트남 전쟁에 대한 미국의 개입에 항의하기 위해 처음 출판되었다. 파월은 뉴욕시에 거주하는 동안 베트남 참전 용사들과의 경험에서 영감을 얻었는데, 이 시기에 1960년대의 평화주의 운동이 더 폭력적인 방향으로 전환되기 시작하였다. 파월은 작가가 되기 위한 계획을 세웠으나 베트남 전쟁에 징집되었을 때 정치적 방향을 선택하게 되었고, 이것이 그로 하여금 "조리법"을 작성하고 후에 이를 "요리책"으로 편집하도록 영감을 주었다. 《아나키스트 요리책》의 초기 구상은 뉴욕시에 몰로토프 칵테일을 올바르게 던지는 방법과 LSD를 만드는 방법을 포함한 지침 전단을 게시하는 것이었다. 이러한 "조리법"은 결국 하나의 완전한 책을 구성하기 위해 각색되었다. 1968년부터 1970년까지 파월은 뉴욕 공립도서관의 "미국 전투 서가"에서 연구를 시작했으며, 《보이스카우트 핸드북》(Boy Scout Handbook)과 같은 주류 외부 문헌과 애비 호프먼의 《시스템을 엿 먹여라》(Fuck the System)와 같은 무정부주의 문헌을 포함했다. 초기 원고는 1970년 라일 스튜어트에게 보내졌다.
파월은 《아나키스트 요리책》이 처음에는 미국 인구의 "침묵하는 다수"에게 교육을 제공하기 위한 책으로 설계되었다고 밝혔다. 그는 이 책이 기존의 정치적 극단 조직을 위한 것이 아니라 일반 대중을 선동하여 큰 사회적 변화를 일으키기 위해 설계되었다고 설명했다. 이 텍스트의 궁극적인 목표는 일반 대중에게 파시스트, 자본주의, 공산주의적 위협에 대항하여 조직할 수 있는 기술과 능력을 제공하는 것이었다. 파월은 "이 책의 중심 사상은 폭력이 정치적 변화를 가져오기 위한 허용 가능한 수단이라는 것이었다"고 말했는데, 이는 그가 이후 삶에서 거부하게 될 감정이었다.

### 저자의 후회
10대 시절에 책을 쓴 후, 파월은 1976년 성공회로 개종하였고 이후 이 책의 유통을 중단시키려 시도하였다. 1979년, 파월은 미국을 떠나 중동, 아프리카, 아시아 일부 지역을 여행했다. 그는 미국이 후원하는 국제 학교의 교직원으로 일했다. 이 기간 동안 그는 교육학과 갈등 해결에 관한 글을 쓰기 시작했다. 이로 인해 그는 자신의 책을 부정하고 대신 출판 철회를 위한 캠페인을 벌이게 되었다. 저작권이 원래 출판업자인 라일 스튜어트에게 발행되었고, 권리를 구매한 후속 출판사들이 계속해서 이 제목을 인쇄했기 때문에 그는 법적으로 《아나키스트 요리책》의 출판을 중단시킬 수 없었다. 파월은 2013년 이 책이 "신속하고 조용히 절판되기를" 요구하는 글에서 공개적으로 자신의 책을 부정했다.
파월은 평생 동안 취업에 어려움을 겪었으며, 이 책을 "젊은 시절의 경솔함 또는 실수로 초기 혹은 그 이상 오랜 기간 동안 누군가를 괴롭힐 수 있는 것"이라고 묘사했다. 2011년, 파월과 그의 아내 오찬 쿠수마-파월은 발달 장애와 학습 장애를 가진 아이들을 위한 비영리 단체인 넥스트 프론티어: 인클루전을 설립했으며, 이를 이 텍스트를 쓴 것에 대한 속죄의 수단이라고 설명했다. 윌리엄 파월은 2016년 7월 11일 심장마비로 사망했다.

### 출판 현황
파월은 원래 원고를 30개 이상의 출판사에 보냈으며, 마침내 라일 스튜어트가 책과 저작권을 구매하였다. 파월은 1976년에 회사와 결별할 때까지 약 35,000달러의 인세를 받았다. 파월이 텍스트의 계속된 출판에 항의했음에도 불구하고, 이 책의 저작권은 저자가 아닌 출판사인 라일 스튜어트 사에 귀속되었다. 출판사는 중앙정보국(CIA)과 연방수사국(FBI)이 전복적이라고 간주되는 책을 대출한 사람들의 목록을 확보하려는 노력에 저항하기 위한 시도로 이 텍스트를 출판하기로 동의했다. 스튜어트는 1991년 회사가 스티븐 슈라기스에게 매각될 때까지 이 책을 계속 출판했으며, 슈라기스는 이 책의 출판을 중단하기로 결정했다. 회사에서 출판한 2,000권의 책 중에서 슈라기스가 출판을 중단하기로 결정한 유일한 책이었다. 슈라기스는 출판업자들이 대중에 대한 책임이 있으며, 이 책은 계속 출판할 만한 긍정적인 사회적 목적이 없다고 말했다. 2002년 저작권은 논쟁적인 책을 전문으로 하는 아칸소주 기반의 출판사인 델타 프레스(일명 오자크 프레스)가 구매하였으며, 이 제목은 그들의 "가장 많이 요청되는 책"(most-asked-for volume)이 되었다. 2016년 기준으로 이 책은 200만 부 이상 판매되었다.

## 내용 요약

### 서문
《아나키스트 요리책》은 서문으로 시작하며, 저자의 텍스트에 대한 의도를 상세히 설명한다. 집필 당시 파월은 미국이 서서히 공산주의로 기울어지고 있다고 믿었으므로, 이러한 전환에 대항하여 혁명을 안내하는 책을 쓰는 것이 필요하다고 생각했다. 그는 "미국을 200년 전의 모습으로 되돌리는" 아이디어를 지지했으며, 자신의 혁명적 이상이 진보적이라기보다는 반동적이라고 믿었다. 파월은 대중을 교육하고 자극하여 자국에서 실질적인 변화를 만들어내기 위한 책에 대한 자신의 비전으로 시작한다. 파월은 민병대(The Minutemen)나 웨더맨(The Weathermen)과 같은 극단적 정치 조직이 이 책의 대상 독자가 아니라, "침묵하는 다수"를 위해 쓰여졌다고 밝힌다. 파월은 미국 국민들이 그가 억압적인 자본주의적 이상이라고 간주한 것에 대항하여, 그리고 이보다는 덜하지만 파시스트와 공산주의 운동에 대항하여 반란을 일으키는 것을 구상했다.

### 내용
파월은 무정부주의와 무정부주의 이론을 논의하면서 책의 내용을 시작한다. 그의 정의에 따르면, 무정부주의는 폭력을 통한 시민 불복종과 유사한 사람들에 의한 광범위한 대규모 봉기이다. 그는 무정부주의가 모든 개인의 선천적 상태라고 믿었으며, 따라서 인간의 본성이 사람들을 그러한 관행에 참여하도록 이끌 것이라고 생각했다. 파월은 현재의 정치, 예술, 음악, 교육의 표현이 모두 무정부주의적 이상의 선천적 원칙을 포함하고 있다고 믿어, 무정부주의를 개인주의와 동일시했다. 이 원칙은 파월의 논증을 이끌어가는데, 그는 당시의 정치적 환경과 베트남 전쟁이 인간의 가치를 훼손했다고 믿었기 때문에, 인간의 존엄성과 자유에 대한 그의 인식에 기반한 혁명이 그가 이 작품을 쓰게 된 동기였다. 그는 이러한 조리법들이 부적절하게 사용될 경우 치명적인 결과를 초래할 수 있다는 심각성을 경고하며 서론을 마친다. 《아나키스트 요리책》의 장들은 맨손 전투, 폭발물, 부비트랩, 약물, 최루 가스, 사보타주 및 파괴, 감시, 즉석 무기, 그리고 무정부주의와 관련된 기타 주제에 관한 설명과 상세한 지침을 포함한다.

## 평가

### 법적 검토
출판 당시, 한 FBI 메모는 《아나키스트 요리책》을 "가장 조악하고, 저속하며, 편집증적인 작문 시도 중 하나"라고 묘사했다. 이 책은 법무부, 백악관, FBI, 그리고 리처드 닉슨의 변호사인 존 딘과 FBI 국장 J. 에드거 후버의 부국장인 마크 펠트 모두에 의해 검토되었다. 텍스트에 대한 우려가 있었지만, FBI는 대중 매체를 통해 출판되었기 때문에 규제할 수 없다고 결론지었다. 더욱이, FBI는 《아나키스트 요리책》이 "미국의 어떤 법에 대한 강제적인 저항을 선동하지 않으며" 따라서 수정헌법 제1조에 의해 보호된다고 판결했다. 텍스트의 많은 부분이 부정확한 것으로 간주되었지만, FBI는 폭발물에 관한 장이 "대부분의 측면에서 정확한 것으로 보인다"고 결론지었다. 그 구상 이후로, FBI는 이 책에 대한 기록을 유지해 왔으며, 2010년에 조사 파일의 대부분을 공개했다.

### 무정부주의
《재앙을 위한 조리법: 아나키스트 요리책》(Recipes for Disaster: An Anarchist Cookbook)이라는 책을 출판한 무정부주의 집단 크라임씽크는 이전의 책을 비난하며, 그것이 "무정부주의자들에 의해 작성되거나 발표되지 않았고, 무정부주의 실천에서 파생되지 않았으며, 자유와 자율성을 증진하거나 억압적인 권력에 도전하기 위한 의도가 없었다"고 말하며, "책의 대부분의 조리법이 악명 높게 신뢰할 수 없기 때문에 거의 요리책이라고 할 수도 없다"고 말했다.

## 미디어 존재감

### 인터넷/미디어
출판물의 상당 부분은 1990년대 초 학술 기관에서 호스팅하는 유즈넷과 FTP 사이트를 통해 텍스트 문서로 복사되어 제공되었으며, 1990년대 중반 웹 브라우저의 등장부터 현재까지 웹 브라우저를 통해 이용할 수 있게 되었다. 이름은 《아나키스트 요리책》에서 《무정부 요리책》으로 약간 변형되었으며, 주제는 지난 수십 년 동안 크게 확장되었다. 많은 기사들은 "졸리 로저"(The Jolly Roger)라고 불리는 익명의 저자에게 귀속되었다.
이 책에 대한 지식, 또는 온라인에 복사된 출판물은 1990년대 중반 인터넷에 대한 대중의 접근성 증가와 함께 증가했다. 신문들은 이 텍스트를 얼마나 쉽게 얻을 수 있는지, 그리고 그것이 테러리스트, 범죄자, 실험하는 십대들에게 어떤 영향을 미쳤을지에 대한 기사를 실었다.

### 영화
이 책은 2002년 로맨틱 코미디 《아나키스트 요리책》의 중심 요소로 활용되었다. 책의 출판에 따른 반향과 저자의 후속 내용 부인은 찰리 시스켈의 2016년 다큐멘터리 영화 《아메리칸 아나키스트》의 주제였다. 이 영화에서 윌리엄 파월은 책에 대한 자신의 생각과 그것이 자신의 삶에 미친 결과에 대해 깊이 설명한다. 이 영화는 결정이 한 사람의 삶에 미칠 수 있는 책임과 영향이라는 주제를 더 깊이 탐구한다. 파월의 2016년 사망은 그의 사망 몇 달 후에 개봉된 《아메리칸 아나키스트》가 개봉될 때까지 언론의 주목을 거의 받지 못했다.

## 합법성

### 영국
《아나키스트 요리책》을 합당한 이유 없이 소지하는 것은 범죄 행위이며, 2000년 테러리즘법 제58조에 따라 성공적으로 기소된 바 있다.

### 주목할 만한 소지 혐의 사건
- 1973년: 미국 오레곤주 포틀랜드에서 학자이자 서점 주인인 프랭크 스턴스 기즈를 포함한 음모에 가담한 반전 활동가들에 의한 군사 모집 센터 두 곳의 폭발 사건이 있었으며, 이후 법정에서 《아나키스트 요리책》이 그룹의 도서관에 포함되어 있다고 주장되었다.[27][28][29]
- 1976년: 경찰은 그랜드 센트럴 터미널 폭발 사건과 TWA 항공기 납치 사건을 《아나키스트 요리책》의 지침을 사용한 크로아티아 과격파와 연결시켰다.[3]
- 1981년: 《아나키스트 요리책》은 이 책의 지시에 따라 FBI 본부를 폭발시킨 푸에르토리코 반군과 연결되었다. 토마스 스핑크스도 미국 내 10개 낙태 클리닉 폭발 사건 중 이 텍스트를 참조했다.[3]
- 2002년: 캐나다 정부는 이 책의 미국으로부터의 수입을 허가했다. 캐나다 세관 및 수입 기관은 이 책이 혐오나 외설법을 위반하지 않는다고 결론지었으므로, 이전의 텍스트 금지는 해결되었다.[30]
- 2005년: 런던 대중교통 폭발범들이 이 책과 연관되었다.[3]
- 2007년: 영국에서 17세 청소년이 체포되어 《아나키스트 요리책》 소지로 영국 반테러법에 따른 혐의에 직면했다.[31] 그는 단지 불꽃놀이와 연막탄에 대해 연구하고 싶었던 장난꾸러기였다고 주장한 후 2008년 10월 모든 혐의에서 무죄 판결을 받았다.[32]
- 2010년: 영국 더럼 카운티에서 이안 데이비슨과 그의 아들이 리신 제조로 반테러법에 따라 수감되었다. 그들의 《아나키스트 요리책》 소지와 함께 그 가용성이 당국에 의해 주목받았다.[33] 이로 인해 런던의 판사와 경찰이 영국에서 이 책을 금지하도록 캠페인을 벌였다.[3]
- 2012년: 《아나키스트 요리책》이 미국 콜로라도주 오로라 극장 총격 사건의 가해자인 제임스 홈즈의 소지품에서 발견되었다.[34]
- 2013년: 미국에서 이 책을 금지하자는 요구가 다시 제기되었는데, 콜로라도주 아라파호 학교 총격 사건과 칼 피어슨의 2013년 산타모니카 총격 사건과의 연관성을 언급했다.[15][34]
- 2015년: 미국 상원의원 다이앤 파인스타인은 이 책을 온라인 데이터베이스에서 삭제하도록 압력을 가했다.[8]
- 2016년: 이 책은 출시 시 영화 및 문학 분류국에 의해 분류가 거부되어 호주에서 금지되었다. 2016년 10월 31일에 다시 RC로 분류되었다.[35][36]
- 2017년: 27세의 조슈아 워커는 영국에서 오직 이 책의 소지만으로 기소되었다. 그는 무죄 판결을 받았다.[37]
- 2021년: 케임브리지 대학의 23세 수학 졸업생인 올리버 벨은 학술 연구 목적으로 책을 소지했다는 증거를 제시했음에도 불구하고, 이 책을 소지한 혐의로 '테러 행위를 저지르거나 준비하는 사람에게 유용할 가능성이 있는 정보 수집'으로 유죄 판결을 받고 3년의 징역형을 선고받았다.[38][39]
- 2021년: 21세 학생인 벤 존은 컴퓨터 하드 드라이브에 이 책의 사본을 소지한 혐의로 유죄 판결을 받았다. 그는 집행유예 선고를 받고 영국 판사로부터 《오만과 편견》과 같은 '고전 문학'을 읽으라는 지시를 받았으나, 항소 법원은 그 명령이 불법이라고 판결하여 존에게 3년(구금 2년, 면허 1년)을 선고했다.[26]

## 같이 보기
- 요한 모스트, 서문에 따르면 이 《요리책》에 영감을 준 《혁명 전쟁의 과학》의 저자
- 키스 맥헨리, 2015년 식품 상호 원조에 초점을 맞춘 이 책의 패러디를 쓴 인물
- 커트 색슨, 즉흥 무기와 군수품에 관한 지침을 제공하는 유사한 책을 쓴 인물
- 《급진주의자를 위한 규칙》

- 《TM 31-210 임시 군수품 안내서》

## 더 읽어보기
- Larabee, Ann (2015). 《The Wrong Hands: Popular Weapons Manuals and Their Historic Challenges to a Democratic Society》. New York: Oxford University Press. ISBN 978-0-19-020117-3. OCLC 927145132.
- Thompson, Gabriel (2015년 2월 27일). “Burn After Reading”. 《Harper's》. 2015년 3월 3일에 원본 문서에서 보존된 문서.